# Биби Джонс (певица)
Биби Джонс (урождённая – Ган Биржит Джонсон)  (швед. Bibi Johns; 21 января 1929, Арбуга, Швеция) — шведская певица
 и киноактриса
, писательница, художница.

## Биография
После окончания школы поступила в художественную школу, где обучалась на рекламного художника. В Стокгольме познакомилась с музыкальной шоу-группой Vårat gän , с которой дебютировала в 1946 году, затем полтора года гастролировала с ней. Затем участвовала в качестве вокалистки с разными музыкальными коллективами.
В 1951 году переехала в США. Выступала в ночных клубах. В 1952 году там же записала первый диск "The night is filled with echoes".
С 1954 года жила в Западной Германии. Снималась в кино. Всего участвовала в более, чем 40 фильмах
Трижды была замужем. В 1974–1990 годах за Робом Пронком.

## Награды
- 1956: Гран-при Евровидения 1956 - Schlager & Chansons

## Избранная фильмография
- Ten on Every Finger (1954)
- How Do I Become a Film Star? (1955)
- Ball at the Savoy (1955)
- A Thousand Melodies (1956)
- Beneath the Palms on the Blue Sea (1957)
- When She Starts, Look Out (1958)
- La Paloma (1959)